# Elecciones judiciales
Las elecciones judiciales son un proceso electoral por el cual las personas de un determinado país eligen parcial o totalmente a los jueces que conforman el poder judicial de su país.

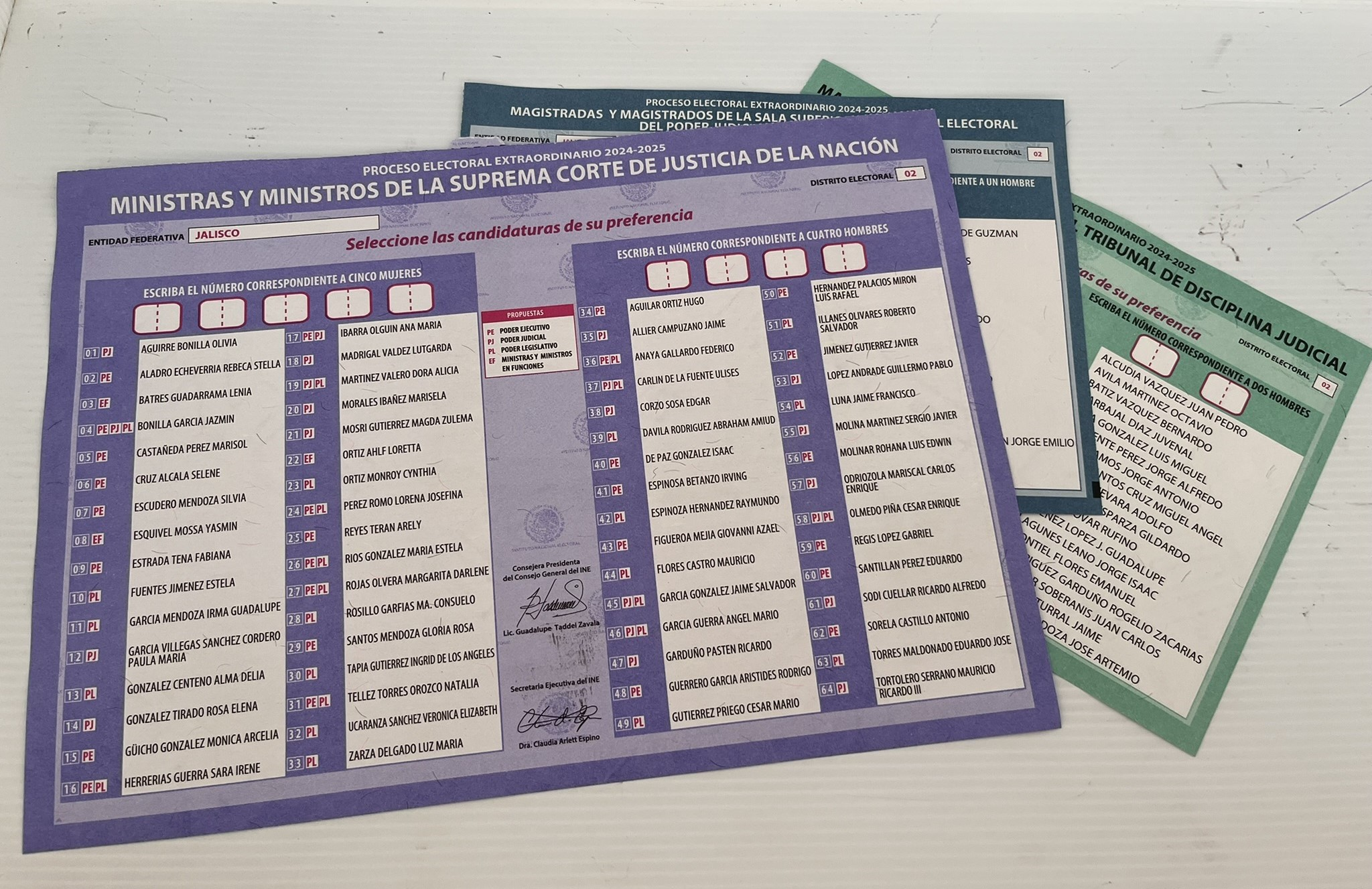
Boletas judiciales en México.

Otros métodos de selección son por concurso o nombramiento directo. El método por elección es menos común y es considerado como atípico, pues solo en algunos países y un territorio del mundo está en uso: Bolivia, Estados Unidos, las Islas Marianas del Norte, Japón, México y Suiza. También está el caso de la Corte Internacional de Justicia, cuyos jueces también son elegidos de manera democrática por los países miembros.
Otros países han intentado aplicarlo pero no lo lograron, como es el caso de Argentina con su reforma judicial en 2013 de las que algunas normas fueron dejadas sin efecto.

## Historia

### Antigua Roma
Aunque el concepto moderno de "elecciones judiciales" directas para jueces es una rareza en la actualidad, la Antigua Roma ofrece interesantes precedentes de participación popular en la administración de justicia. Durante la República Romana, los ciudadanos elegían anualmente a sus magistrados en diversas asambleas, conocidos como comicios. Entre estos magistrados se encontraban los pretores, quienes ostentaban importantes funciones judiciales. Eran responsables de la administración de justicia, la interpretación del derecho y la supervisión de los procesos legales, lo que les confería una legitimidad democrática para sus responsabilidades judiciales al ser elegidos por el pueblo.
Más allá de la elección de magistrados, los propios comicios en ocasiones actuaban como tribunales populares para juicios de gran envergadura o apelaciones, donde los ciudadanos votaban directamente sobre la culpabilidad o inocencia de los acusados.
A partir del siglo II a. C., la implementación de las "quaestiones perpetuae" (tribunales públicos permanentes) para delitos específicos introdujo jurados cuya composición evolucionó de senadores a incluir miembros de la clase ecuestre y, en ciertos periodos, a ciudadanos de menor riqueza. Aunque no eran elegidos mediante un proceso de "elección judicial" abierta, la selección de estos jurados reflejaba reformas políticas que buscaban ampliar la participación social en la justicia. Este sistema, si bien es distinto a las democracias contemporáneas (donde el voto estaba estratificado por categorías sociales y las élites dominaban la política), evidencia una conexión entre la voluntad popular y la administración judicial en Roma.

### Edad Contemporánea
Más países han implementado este método de selección desde el siglo XX, hasta la actualidad.

## Elecciones por país o territorio

### Bolivia
Las elecciones se llevan a cabo cada seis años. Se tiene registro de elecciones judiciales en los años 2011, 2017 y 2024. Algunos medios mencionan que el sistema judicial boliviano ha reducido su legitimidad e independencia y, como consecuencia, el Estado de derecho en el país. La misión de la OEA en 2017 criticó que no se alcanzó la paridad de género esperada debido al procedimiento que se llevó a cabo en 2017, que la información acerca de los candidatos tampoco estuvo disponible en línea durante todo el proceso y que el tiempo previsto para las impugnaciones fue muy corto en vista de los requisitos requeridos.

### Estados Unidos
Muchos estados dentro del país optan por elegir a sus magistrados a través de las urnas y otros por designación. Sin embargo, los jueces de las cortes federales son elegidos por el presidente. Los jueces dentro de los estados tienen hasta cinco maneras de llegar a este cargo y dos de ellas son por elección. La primera es elección con afiliación a un partido y la otra es por elección pública también, pero sin alineación a un partido.

### Islas Marianas del Norte
Los jueces de la Corte Suprema de las Islas Marianas del Norte pueden optar a renovar su puesto por otros años si son aprobados por el voto público.

### Japón
En este país, los jueces de la Corte Suprema son elegidos por el parlamento, pero su puesto está sujeto a votación cada diez años. Es así que el proceso no es de elección, sino más bien de validación.

### México
En la legislación vigente del país, tras la promulgación de la reforma judicial de 2024, se comenzaron con los procesos de organización para la elección popular a nivel federal de personas impartidoras de justicia. Se elige a ministros de la Suprema Corte de Justicia de la Nación, magistrados del Tribunal de Disciplina Judicial, jueces de distrito y magistrados de circuito. Con lo anterior, México se vuelve en el primer país independiente que elige mediante el sufragio popular directo a la mayoría de personas juzgadoras en todos los niveles e instancias (con excepción del Órgano de Administración Judicial y los tribunales militares), también se convierte en el país con los procesos electorales judiciales más grandes y complejos.
El proceso es realizado por el Instituto Nacional Electoral, los procesos electorales que se han realizado o se realizarán son:
- 2025: Donde se eligieron cargos de 9 ministros de la Suprema Corte, 464 magistraturas y 386 juzgados federales.
- 2027: Se renovarán cargos que no fueron puestos a elección en 2025.

### Suiza
Los jueces federales son elegidos por el parlamento, pero los jueces de los cantones son elegidos por voto público. Este sistema ha sido criticado, ya que los jueces deben proveer de dinero al partido a cambio de apoyo para las siguientes elecciones. También es requisito ser parte de un partido político para ser parte de la elección.

## Tablas comparativas

### Países actuales
| Región                                                                         | País o territorio                                  | Índice democrático                                                           | Forma de estado                                                | Forma de gobierno | Forma de acceder | Forma de acceder                                                   | Forma de acceder                          | Extensión o reelección | Cargos sujetos a escrutinio popular | Cargos sujetos a escrutinio popular                                               | Cargos sujetos a escrutinio popular                                                             |
| Región                                                                         | País o territorio                                  | Índice democrático                                                           | Forma de estado                                                | Forma de gobierno | Origen de proposición | Alineación                                                         | Sufragio                                  | Extensión o reelección | Instancias nacionales | Instancias sub nacionales intermedias                                             | Instancias sub nacionales menores                                                               |
| ------------------------------------------------------------------------------ | -------------------------------------------------- | ---------------------------------------------------------------------------- | -------------------------------------------------------------- | --- | --- | ------------------------------------------------------------------ | ----------------------------------------- | --- | --- | --------------------------------------------------------------------------------- | ----------------------------------------------------------------------------------------------- |
| América del Sur                                                                | Bolivia                                            | Régimen híbrido (2025)                                                       | Unitario                                                       | República presidencialista | Propuestos por la Asamblea Legislativa Plurinacional de Bolivia y presidente                                                | Independiente                                                      | Voto directo                              | / Prohibida en la mayoría de instancias. Extensión indefinida auto-aprobada por el Tribunal Constitucional Plurinacional                                                | Tribunal Constitucional Plurinacional, Tribunal Supremo de Justicia, Consejo de la Magistratura y Tribunal Agroambiental                                                       | No están sujetas                                                                  | No están sujetas                                                                                |
| América del Norte                                                              | Estados Unidos                                     | Democracia deficiente (2024)                                                 | Federación                                                     | República presidencialista | Propuestos por Gobernadores de los Estados                                                                                  | Partidista o independiente (dependiendo del estado)                | Voto directo                              | Reelección indefinida | No están sujetas | Corte Suprema Estatal y Tribunal de Apelaciones Estatal (solo en algunos estados) | No están sujetas                                                                                |
| Oceanía                                                                        | Islas Marianas del Norte                           | Democracia deficiente (2025)                                                 | Estado libre asociado                                          | Autogobierno representativo presidencialista | Propuestos por Gobernadores de los Estados                                                                                  | Independiente                                                      | Voto directo                              | Reelección indefinida | Corte Suprema de la Mancomunidad | Corte Superior                                                                    | ?                                                                                               |
| Asia                                                                           | Japón                                              | Democracia plena (2025)                                                      | Unitario                                                       | Monarquía parlamentaria | Propuestos por la Dieta Nacional                                                                                            | Independiente                                                      | Voto de validación                        | Reelección indefinida | Corte Suprema Nipona | No están sujetas                                                                  | No están sujetas                                                                                |
| América del Norte                                                              | México                                             | Régimen híbrido (2025)                                                       | Federación                                                     | República presidencialista | Propuestos por los Poderes de la Unión federales y locales                                                                  | Independiente                                                      | Voto directo                              | / Prohibida para Suprema Corte, Tribunales Superiores Estatales y Tribunales de Disciplina federal y locales. Permitida de diferentes maneras para las demás instancias | Suprema Corte de Justicia de la Nación, Tribunal de Disciplina Judicial, Tribunal Electoral del Poder Judicial de la Federación, Tribunales de Circuito y Juzgados de Distrito | Tribunal Superior de Justicia Estatal y Tribunal Estatal de Disciplina Judicial   | Magistraturas y Juzgados Administrativos, Civiles, Familiares, Laborales, Mercantiles y Penales |
| Europa                                                                         | Suiza                                              | Democracia plena (2025)                                                      | Federación                                                     | República parlamentaria | Propuestos por la Asamblea Federal de Suiza                                                                                 | Partidista                                                         | Voto directo                              | Reelección indefinida | No están sujetas | Tribunales Cantonales                                                             | No están sujetas                                                                                |
| Sumario estadístico                                                            |                                                    |                                                                              |                                                                | | |                                                                    |                                           | | |                                                                                   |                                                                                                 |
| ● América del Norte: 2 ● América del Sur: 1 ● Asia: 1 ● Europa: 1 ● Oceanía: 1 | ● Países reconocidos: 5 ● Territorios autónomos: 1 | ● Democracias plenas: 2 ● Democracias deficientes: 2 ● Regímenes híbridos: 2 | ● Federaciones: 3 ● Unitarios: 2 ● Estados libres asociados: 1 | ● Repúblicas presidencialistas: 3 ● Autogobiernos representativos presidencialistas: 1 ● Repúblicas parlamentarias: 1 ● Monarquías parlamentarias: 1 | ● Poder legislativo: 2 ● Poder ejecutivo: 2 ● Poder legislativo y ejecutivo: 1 ● Poder legislativo, ejecutivo y judicial: 1 | ● Independiente: 4 ● Independiente o partidista: 1 ● Partidista: 1 | ● Voto directo: 5 ● Voto de validación: 1 | ● Reelección indefinida: 4 ● Reelección permitida en algunas instancias: 2                                                                                              | ● Instancias nacionales: 4 ● Instancias no sujetas: 2 | ● Instancias subnacionales intermedias: 4 ● Instancias no sujetas: 2              | ● Instancias subnacionales menores: 1 ● Instancias no sujetas: 4 ● Desconocido: 1               |

### Propuestas actuales o anteriores
| Región          | País o territorio | Índice democrático           | Forma de estado | Forma de gobierno          | Forma de acceder                                                                  | Forma de acceder           | Forma de acceder | Extensión o reelección | Cargos sujetos a escrutinio popular | Cargos sujetos a escrutinio popular   | Cargos sujetos a escrutinio popular  | Estatus                       |
| Región          | País o territorio | Índice democrático           | Forma de estado | Forma de gobierno          | Origen de proposición                                                             | Alineación                 | Sufragio         | Extensión o reelección | Instancias nacionales               | Instancias sub nacionales intermedias | Instancias sub nacionales inferiores | Estatus                       |
| --------------- | ----------------- | ---------------------------- | --------------- | -------------------------- | --------------------------------------------------------------------------------- | -------------------------- | ---------------- | ---------------------- | ----------------------------------- | ------------------------------------- | ------------------------------------ | ----------------------------- |
| América del Sur | Argentina         | Democracia deficiente (2013) | Federación      | República presidencialista | Propuestos por ciudadanos o partidos y habilitados en elecciones primarias (PASO) | Partidista o independiente | Voto directo     | Reelección indefinida  | Consejo de la Magistratura          | No estarían sujetas                   | No estarían sujetas                  | Propuesto y rechazado en 2013 |